# The Hendon Mob
The Hendon Mob est un site web anglais spécialisé dans l'univers du poker. Sa popularité vient de son importante base de données sur les résultats de tournois live.

## Histoire

### Les origines
The Hendon Mob (en français : La Mafia de Hendon) est à l'origine le nom d'un groupe de quatre joueurs professionnels de poker, originaires de Londres :
- Joseph Charles "Joe" Beevers, né en 1967. Il a remporté le Poker Million VI en 2007 et cumule plus de 2 500 000 $ de gains en tournoi live à son actif.
- Barny Boatman, né en 1956. Gagnant d'un bracelet WSOP lors des WSOP 2013, il cumule 3 500 000 $ de gain.
- Ross Boatman, né en 1964. Il cumule plus de 1 990 000 $ de gain en live.
- Ram Vaswani, né en 1970, Gagnant d'un bracelet WSOP lors des WSOP 2007, il cumule plus 3 490 000 $ de gain.

Ces quatre joueurs apparaissent dans le programme télévisé britannique Late Night Poker (1999–2002) et sont l'objet d'un article dans l'Evening Standard en 2000. Ils donneront le nom de leur groupe au site internet.

### Évolution
En 2013, le site est racheté par Global Poker Index.
En novembre 2018, dans le cadre du Malta Poker Festival, est organisé un tournoi nommé The Hendon Mob Championship.

## Limitations
Les données disponibles sur The Hendon Mob sont à prendre avec précaution. Pour chaque joueur figure la liste de ses tournois, la position finale et le gain monétaire associé à chaque tournoi. Cependant :
- Seuls les résultats positifs sont référencés. Autrement dit, le site permet de voir uniquement les tournois où le joueur a fini dans les places payées. Les participations aux tournois dans lesquels le joueur ne fait pas de résultats n'apparaissent pas. À l'image du chiffre d'affaires pour une société, les gains cumulés donnent une idée de l'activité du joueur, mais ne reflètent pas ses gains réels, une fois que les frais ont été déduits. Par exemple, les gains cumulés du joueur professionnel Davidi Kitai atteignent 423 000 € de gain en 2017[5], mais déclare en interview avoir fait une année en négatif[6].
- Le stacking n'est pas pris en compte. Cette pratique officieuse consiste à vendre des parts des frais d'entrée à un tournoi. Ceux qui achètent les parts sont comme des investisseurs, nommés stackers. Lorsqu'un joueur gagne une somme d'argent, le joueur qui l'a stacké à hauteur de X% des frais d'entrée récoltera X% de mes gains. Les sommes qui figure dans The Hendon Mob sont les données officielles, avant redistribution aux stackers. Lorsqu'il a remporté le Main Event des WSOP en 2009, Joe Cada était stacké à 50 %[7], il a donc du reverser 50 % des 8,5 millions de dollars remportés.
- Les deals ne sont pas pris en compte. Parfois, en fin de tournoi, les joueurs font un deal, ils se mettent d'accord sur une nouvelle répartition de la cagnotte pour les joueurs restants. L'idée est de réduire les écarts de gain entre les premières positions, qui peuvent être assez importants[8].Par exemple, lors du High Roller de l’EPT à Madrid en 2011, les gains officiels indiques 525 000 € pour le premier, et 316 000 €  pour le second[9]. En réalité il y a eu un deal lors du heads-up Bertrand Grospellier est reparti avec 430 000 € et Benjamin Spindler (de) avec 410 000 €[10].
- Seules, les sommes gagnées et positions finales ne reflètent pas de la performance du joueur. Pour chaque tournoi, le nombre d'inscrits et les frais d'entrée ont beaucoup d'importance. Exemple avec quelques events des WSOP 2018 :

| #  | Tournoi                               | Prix d'entrée | Inscrits | Gagnant          | Prix         | Second        |
| -- | ------------------------------------- | ------------- | -------- | ---------------- | ------------ | ------------- |
| 21 | No-limit Hold'em Millionaire Maker    | 1 500 $       | 7 361    | Arne Kern        | 1 173 223 $  | Samad Razavi  |
| 33 | Poker Players Championship            | 50 000 $      | 87       | Michael Mizrachi | 1 239 126 $  | John Hennigan |
| 78 | Big One for One Drop No-limit Hold'em | 1 000 000 $   | 27       | Justin Bonomo    | 10 000 000 $ | Fedor Holz    |

Si on compare les events 21 et 33, le montant remporté par le gagnant est similaire (autour de 1,2 million de dollars) mais il a du être bien plus compliqué de s'imposer sur l'event 21 qui comportait 7361 inscrits.

Quant à l'event 78, le gain de 10 millions de dollars est impressionnant, mais l'argent à investir (1 million de dollars) pour participer au tournoi également. Ce gain de dollars a fait passer Justin Bonomo en 1re position de la All Time money list, mais comme il le dit lui-même : "cet indicateur n'est pas révélateur du talent d'un joueur".